# Mario Gualberto Alles
Mario Gualberto Alles Jorcin (Rosario, Colonia; Uruguay; 14 de noviembre de 1955) es un exfutbolista uruguayo que jugaba de portero.

## Trayectoria
Comenzó su carrera en Nacional de Montevideo en 1973. Luego, pasó a jugar para Sud América en 1974-1975, seguido por períodos en Central Español (1976-1977) y Fénix (1978-1979).
En 1980, se trasladó a Argentina para unirse a Argentinos Juniors, donde jugó hasta 1983. En 1981, se destacó al detener un penal al jugador Eduardo Emilio Delgado de San Lorenzo, lo que permitió a Argentinos Juniors mantenerse en la Primera División y provocó el descenso de San Lorenzo a la Primera B.
En 1984, tuvo una breve estadía en Estudiantes de La Plata antes de unirse a Defensores de Belgrano en el mismo año, permaneciendo hasta 1985.
Regresó a Nacional en 1986 y jugó allí hasta 1989, ganando varios títulos, incluida la Copa Libertadores en 1988 y la Copa Intercontinental en el mismo año. También logró éxitos en competiciones nacionales como el Torneo Competencia en 1989. Durante su segunda etapa en Nacional, ganó la Copa Interamericana y la Recopa Sudamericana en 1989.
Posteriormente, tuvo otro breve período en Central Español en 1990 antes de finalizar su carrera en Defensor Sporting en 1991.

## Clubes
| Club                    | País      | Año         |
| ----------------------- | --------- | ----------- |
| Nacional                | Uruguay   | 1973        |
| Sud América             | Uruguay   | 1974 - 1975 |
| Central Español         | Uruguay   | 1976 - 1977 |
| Fénix                   | Uruguay   | 1978 - 1979 |
| Argentinos Juniors      | Argentina | 1980 - 1983 |
| Estudiantes de La Plata | Argentina | 1984        |
| Defensores de Belgrano  | Argentina | 1984 - 1985 |
| Nacional                | Uruguay   | 1986 - 1989 |
| Central Español         | Uruguay   | 1990        |
| Defensor Sporting       | Uruguay   | 1991        |

## Palmarés

### Campeonatos nacionales
| Título                      | Club     | País    | Año  |
| --------------------------- | -------- | ------- | ---- |
| Torneo Ciudad de Montevideo | Nacional | Uruguay | 1973 |
| Torneo Competencia          | Nacional | Uruguay | 1989 |

### Campeonatos internacionales
| Título                | Club     | País    | Año  |
| --------------------- | -------- | ------- | ---- |
| Copa Libertadores     | Nacional | Uruguay | 1988 |
| Copa Intercontinental | Nacional | Uruguay | 1988 |
| Copa Interamericana   | Nacional | Uruguay | 1989 |
| Recopa Sudamericana   | Nacional | Uruguay | 1989 |